# Wojna o niepodległość Grecji
Wojna o niepodległość Grecji – wojna narodowowyzwoleńcza toczona w latach 1821–1832 przez Greków i także inne, zamieszkujące Grecję ludy, po raz pierwszy jednoczące się w nowożytny naród, zwłaszcza z wybitnym udziałem grecko-albańskich chrześcijan Arwanitów, przeciw rodzimym muzułmanom i władzy Wysokiej Porty, z wolą zbudowania wspólnego, chrześcijańskiego, nowożytnego państwa greckiego.

## Tło i przebieg powstania

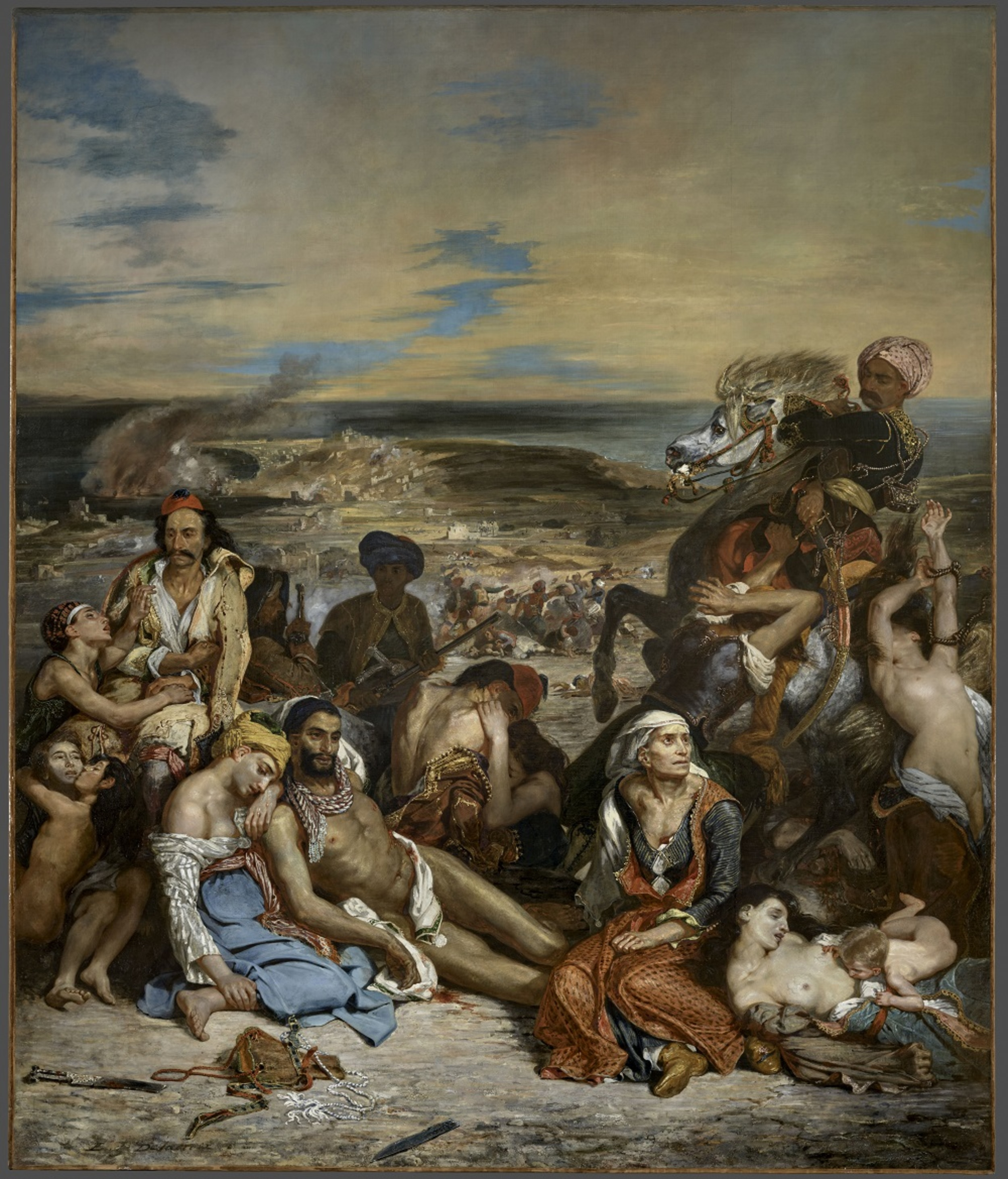
Masakra ludności wyspy Chios w 1822. Obraz ten, przedstawiony w Paryżu, w 1824 wstrząsnął zachodnią opinią publiczną, która od tej chwili zaczęła domagać się od swych rządów interwencji dyplomatycznej czy wręcz militarnej po stronie Greków.

Wybuch powstania stał się możliwy, dzięki nieobecności większej części garnizonowych sił tureckich, absorbowanych wojną z Alim Paszą. Było to piętnaste z kolei powstanie antytureckie na ziemiach greckich, przeprowadzone o pokolenie po stłumieniu ze szczególnym okrucieństwem poprzedniego z powstań, toteż od razu przybrało charakter ludobójczej z obu stron wojny totalnej. Inspiratorem powstania była Filiki Eteria. Budowie zrębów państwowości posłużyła pożyczka, udzielona powstaniu przez rząd Wielkiej Brytanii, z inicjatywy i pod nadzorem jego wysłannika lorda Byrona. Turecko-egipski, realizowany już plan pokonania powstania zakładał wymordowanie bądź sprzedaż w niewolę całej ludności chrześcijańskiej, z jednoczesnym zasiedleniem Peloponezu i przylegających doń ziem muzułmańskimi kolonistami z Egiptu.

Ostatecznie, dzięki poparciu Francji, Wielkiej Brytanii i Rosji Grecja uzyskała niepodległość w roku 1830. Każdy z krajów pomagających Grecji miał w tym swój cel. Anglia chciała mieć lepszy dostęp do swoich ziem w Afryce i lepszy dostęp do południowej części Europy. Ponadto interwencja brytyjska była okazją do osłabienia Egiptu, którego sułtan brał udział w wojnie przeciw Grecji od 1825 roku. Nadmierny wzrost potęgi Egiptu mógłby zagrozić brytyjskim posiadłościom w Indiach.
Rosji chodziło również o osłabienie Turcji, którą mocarstwa europejskie – Wielka Brytania i Francja – uważały za przeciwwagę dla Rosji na Bałkanach. Znaczącą rolę odegrały ruch filhelleński i nacisk europejskiej opinii publicznej na poszczególne rządy.

## Chronologia wydarzeń militarnych
- 17 marca 1821 – wybuch walk w Mani
- 25 marca 1821 – najbardziej znana z przysiąg powstańczych, propaganda hasła „Wolność albo Śmierć”
- 27 maja 1821 – bitwa morska pod Eresos, koło wyspy Lesbos – posługując się małymi jednostkami, wypełnionymi materiałem zapalającym, Grecy atakują turecką flotyllę dużych okrętów wojennych. Po czym, pod dowódzwem kapitana Dimitriosa Papanikolisa(inne języki), palą turecką fregatę, z 74 działami i załogą liczącą ponad 1.000 marynarzy. Następnie wielokrotnie jeszcze powtarzać będą ten rodzaj ataku[6].
- 1821 – bitwa w wąwozie termopilskim
- 1821 – bitwa pod Kaki Skala
- 8 maja 1821 – bitwa pod Gravią
- marzec i kwiecień 1822 – masakra na Chios – rzeź greckiej ludności wyspy przez oddziały osmańskie, w wyniku której zginęło ponad 20 tysięcy ludzi, a 50-60 tysięcy uprowadzono w niewolę[7]. W odpowiedzi, Grecy przeprowadzają atak na turecką flotę u wybrzeży wyspy, podczas której kapitan Konstandinos Kanaris spala okręt flagowy wroga, zabijając kapudana paszę Kara Alego, odpowiedzialnego za masakrę dokonaną kilka tygodni wcześniej.
- 1822 – bitwa pod Petą
- 1822 – bitwa na przełęczy Derwenakia
- 1822 – bitwa pod Patrą
- 1822 – bitwa pod Gerondą
- lipiec 1824 – masakra na Psarze – rzeź greckiej ludności wyspy przez oddziały osmańskie, w wyniku której 17 tysięcy ludzi zginęło lub uprowadzono w niewolę.
- 1824 – bitwa morska pod Samos, pokonanie znacznie liczniejszej floty tureckiej
- 1825 – bitwa pod Moniaki
- 1825 – bitwa morska koło przylądka Papa
- 1825-1826 – oblężenie miasta i tzw. wyjście z Mesolongion
- 1826 – bitwa w cieśninie Św. Ireny
- 1827 – bitwa pod Arachową
- 1827 – bitwa pod Distomo
- 1827 – bitwa pod Falironem
- 1827 – bitwa pod Zemins
- 1827 – bitwa pod wsią Turkoni
- 1827 – bitwa pod Atenami
- 1827 – bitwa pod Navarino
- 1828 – bitwa pod Trikieri
- 1828 – bitwa pod Lombatino
- 12 września 1829 – bitwa pod Petrą, ostatnia w greckiej wojnie o niepodległość i pierwsza, gdy oddziały osmańskie, wcześniej postrzegane jako doborowe, poddały się Grekom w trakcie bitwy[8].

## Hasło, bandery i proporce
Elefteria i Tanatos! – Wolność albo Śmierć!, stało się najbardziej popularnym hasłem tego zrywu, obecną dewizą państwową Grecji i Cypru.

Monogram słów „Związek Kreteńczyków Wolność Albo Śmierć”, na fladze z okresu powstania 1866-1869, na Krecie
Bandera powstańców 1821 ze Spetses z dewizą „Wolność albo Śmierć”
Bandera powstańców 1821 z Psary z dewizą „Wolność albo Śmierć”
Bandera Filiki Eteria, ze skrótem dewizy „Albo Wolność Albo Śmierć”
Bandera oddziału powstańczego, zaliczanego do bohaterów narodowych Atanasiosa Diakosa, 1821
Pierwsza flaga greckiej administracji na Samos, 1821. Monogram: „Albo Wolność Albo Śmierć”
Aktualna flaga Grecji – dziewięć pasów symbolizuje 9 sylab zdania „Wolność albo Śmierć”

## Udział Polaków
Na tablicy, miejscu bitwy pod Petą (4 lipca 1822) jako polegli wymienieni są czterej oficerowie „Πολωνοί”. Polaków upamiętnia jedna z tablic grobowych przy pomniku filhellenów, w Ogrodzie Bohaterów w legendarnym dla walk niepodległościowych mieście Missolungi i groby polskich żołnierzy – filhellenów w Nafplio.